# Клеоменова война
Клеоменовата война (229/228 – 222 г. пр. Хр.) се води между Спарта и Ахейския съюз за хегемония в Пелопонес. Благодарение на социалните реформи и умелото командване на цар Клеомен III, в началото спартанците взимат надмощие, но ахейският предводител Арат се обръща за помощ към македонския цар Антигон Досон. Намесата на Досон и решителната битка при Селасия (в Лакония) водят до разгром и изгнание на Клеомен. Спарта губи закратко независимостта си, а Македония установява политическо господство в южна Гърция за следващия четвърт век до настъплението на Рим.

## Начало
В резултат на успешни борби с Македония и съюзниците ѝ в предходните години, Ахейският съюз разширява територията си чувствително. Към съюза се присъединяват големите полиси Мегалополис и Аргос – отдавнашни противници на Спарта. От своя страна, през 229 г. пр. Хр. спартанците приобщават важни градове в Аркадия – Мантинея, Тегея и Орхомен. Падането на Атенеон, малка крепост над долината на Евротас, предизвиква ахейците да обявят война на Спарта. През 228 г. пр. Хр. те нападат Тегея и Орхомен.

## Надмощие на Спарта
Първоначално военните действия се развиват без големи стълкновения и предимно в Аркадия, но постепенно се ожесточават и пренасят в същинска Ахея, Арголида и други части на Пелопонес. През 227 г. пр. Хр. Арат превзема Мантинея и настанява в нея гарнизон и колоонисти. На открито поле обаче ахейските войски търпят поражения от Клеомен при Ликеон и Ладокия. Политическите промени в Спарта в края на същата година (Клеомен избива противниците си в града, премахва ефорите и оземлява периеките) променят съотношението на силите решително в нейна полза. През 226 г. пр. Хр. Клеомен си възвръща Мантинея и нанася съкрушително поражение на ахейците при Диме (на границата на Ахея и Елида).

## Намеса на Македония
След битката при Диме голяма част от членовете на Ахейския съюз са склонни да се помирят с Клеомен като го признаят за свой хегемон. Това не съвпада с политическите амбиции на Арат. Той саботира събранието, свикано за прекратяване на войната, и провожда пратеници при Антигон Досон. Договорът, сключен между двамата през 225 г. пр. Хр., предвижда предаване на Коринт и Истмуса под властта на македонския цар.
Ахейският съюз започва да се разпада още преди договорът с Досон да влезе в действие. Противниците на съглашението с Македония и привържениците на Клеоменовите реформи минават на страната на спартанския цар. До пристигането на македонските войски през 224 г. пр. Хр. Клеомен успява да завладее Аргос и Коринт и да прегради с укрепления тесния провлак, свързващ Пелопонес и Централна Гърция. Неколкократните опити на македонците да пробият преградата са отбити, но Клеомен е принуден да отведе войските си в Лакония, поради въстание на аргосците в тила му. Антигон Досон овладява Коринт и Аргос. През същата година ахейците го обявяват за хегемон на своя съюз. Под върховенството на македонския цар е създаден по-широк Елински съюз, в който освен Ахея влизат Беотия, Фокида и други гръцки държави.

## Поражение на Клеомен
През 223 г. пр. Хр. македонците и съюзниците им превземат един след друг верните на Клеомен аркадски градове Тегея, Херея, Орхомен и Мантинея. Клеомен отвръща с изненадващи нападения, при едно от които разрушава Мегалополис. През 222 г. пр. Хр. Антигон Досон навлиза с многобройна армия в Лакония и удържа пълна победа при Селасия.
С това войната приключва. Клеомен бяга в Египет. Македонците влизат в Спарта, поставят в нея на първо време военен наместник, а по-късно представители на възстановения ефорски институт. Освен в Коринт, македонски гарнизони са разположени и в Аркадия. Създаденият по време на войната Елински съюз се запазва като инструмент за политическо влияние на Досон и наследника му Филип V над Елада.